# ジギー・スターダスト (曲)
「ジギー・スターダスト」（Ziggy Stardust）は、デヴィッド・ボウイが1972年のコンセプト・アルバム『ジギー・スターダスト』のために作詞・作曲・レコーディングをした歌である。「屈折する星くず」としても知られる。
2010年、この歌は『ローリング・ストーン』誌の「ローリング・ストーンの選ぶオールタイム・グレイテスト・ソング500」において282位に選出された。またこの歌はロックの殿堂「The Songs That Shaped Rock and Roll」（ロックン・ロールを形成した500曲）に選出されている4曲のボウイの歌のうちの1曲である。
1971年2月にレコーディングされたこの歌のオリジナル・デモ・バージョンは、1990年にライコディスクがリリースしたCD『ジギー・スターダスト』でボーナス・トラックとして発表された。このデモはまた2002年に『Ziggy Stardust - 30th Anniversary Reissue』のボーナス・ディスクに収録された。この歌のアルバム・バージョンは1971年11月にレコーディングされた。

## キャラクター
この歌はボウイにとってのもう一人の自分である「ジギー・スターダスト」という地球外生命体に属する使者として活動するロックスターを描写する。
このキャラクターは英国のロックンロール歌手ビンス・テイラー（Vince Taylor）から着想を得たものであり、テイラーが精神不安定になり自分を神と異星人の中間物であると信じ込んだ後にデヴィッド・ボウイは彼と出会った。しかしまた、このキャラクターの設計にとってテイラーは部分的な存在でしかない。
他に影響したものは、レジェンダリー・スターダスト・カウボーイ（Legendary Stardust Cowboy）や、ボウイがツアー中に着た衣装をデザインした山本寛斎らである。ジギー・スターダストの名は部分的にレジェンダリー・スターダスト・カウボーイに由来し、また部分的に、ボウイが『ローリング・ストーン』誌に語るところによると、ジギーは「one of the few Christian names I could find beginning with the letter 'Z'」（私が見つけることができた'Z'の文字で始まる数少ないキリスト教徒の名の1つ）ということである。
彼は後に『Q』誌に対して1990年のインタビューで説明したところでは、ジギーの部分は「Ziggy's」と呼ばれる服屋に由来し、ある時彼はその店を電車で通り過ぎて、彼がそれを好んだというのも「It had that Iggy [Pop] connotation but it was a tailor's shop, and I thought, Well, this whole thing is gonna be about clothes, so it was my own little joke calling him Ziggy. So Ziggy Stardust was a real compilation of things」（あのイギーが暗示されつつもそれは服屋で、私が考えたのは、何と言いますか、この全てのことが服の物語になってしまうわけで、だからそれは私自身のささやかな冗談で彼をジギーと呼んでいたのです。つまりジギー・スターダストは実に様々な物事の集積であったのです）ということである。

## ライブ・バージョン
- ボウイはこの歌をBBCのラジオ番組『Sounds of the 70s』（DJ: ボブ・ハリス）のために1972年1月18日に収録した。これは1972年2月7日に放送された。1972年5月16日にボウイは『Sounds of the 70s』（DJ: ジョン・ピール）で再びこの歌を演奏し、これは1972年5月23日に放送された。これらのバージョンはいづれも2000年のアルバム『ボウイ・アット・ザ・ビーブ』に収録された。
- 1972年10月20日にサンタ・モニカ市公会堂で行われたライブのバージョンは『サンタ・モニカ '72』（1994年）と『ライヴ・サンタ・モニカ '72』（2008年）に収録された。このバージョンはまた『レアエスト・ワン・ボウイ』（1995年）に収録された。またそれは1994年-1995年にフランスと米国でシングル・リリースされた[15]。
- 1973年7月3日にロンドンのハマースミス・オデオンで行われた著名なコンサートのバージョンは『ジギー・スターダスト・ザ・モーション・ピクチャー』（1983年）に収録された。
- 「アイソラーII・ツアー」における1978年春のパフォーマンスは『ステージ』（1978年）に収録され、また1978年のライブ・シングル「壊れた鏡」のB面に収録された。.
- 「リアリティ・ツアー」における2003年11月のライブ・パフォーマンスは2004年にDVD『リアリティ・ツアー』に収録され、また2010年のアルバム『リアリティ・ツアー』に収録された。

## 参加メンバー
- デヴィッド・ボウイ - ボーカル、12弦アコースティック・ギター
- ミック・ロンソン - エレクトリック・ギター、リズム・ギター
- トレバー・ボルダー - ベース
- ミック・（ウッディ）・ウッドマンジー - ドラムス

## チャート
| チャート (2016年)                           | ピーク ポジション |
| ------------------------------------------- | ----------------- |
| US Rock Streaming Songs (Billboard)         | 13                |
| US Hot Rock & Alternative Songs (Billboard) | 17                |
| US Rock Digital Songs (Billboard)           | 27                |
| 日本 (Japan Hot 100)                        | 75                |
| フランス (SNEP)                             | 79                |
| スウェーデン (Sverigetopplistan)            | 86                |

## カバー
最初期のカバー・バージョンの1つは、オーストラリアのバンドFoxが1974年に発表したカバーである。
ニーナ・ハーゲンは、1980年に英国のテレビ番組『The Old Grey Whistle Test』等でカバーを歌った。
1982年、バウハウスによるカバー・シングルは同バンドにとって最大級のヒットとなり、カバー・テイクの歌を『トップ・オブ・ザ・ポップス』で演奏した。バウハウスのカバー・テイクはMick Calvert監督によるミュージック・ビデオが制作された。バウハウス解散後、ピーター・マーフィーがソロでカバーしたバージョンがマーフィーのDVD『Mr. Moonlight Tour: 35 Years Of Bauhaus』（2014年）に収録された。
デフ・レパードはアコースティック・バージョンでカバーし、1996年、シングル「Slang」B面にアコースティックのライブ・バージョンが収録された。その他、米国のバンドAndrew Jackson Jihad、米国のバンドMargot & the Nuclear So and So's、ウェールズのサイケバンドSendelica、元ジャミロクワイのニック・ファイフらによるバンドThe Temperance Movementなどがカバーを発表した。
英国からはるか遠く、この歌の中で言及される日本にまでボウイの音楽は影響を及ぼし、X JAPANのhide、ROLLY、THE YELLOW MONKEYなどの著名なアーティストがカバーを発表している。